# Isaac R. Sherwood

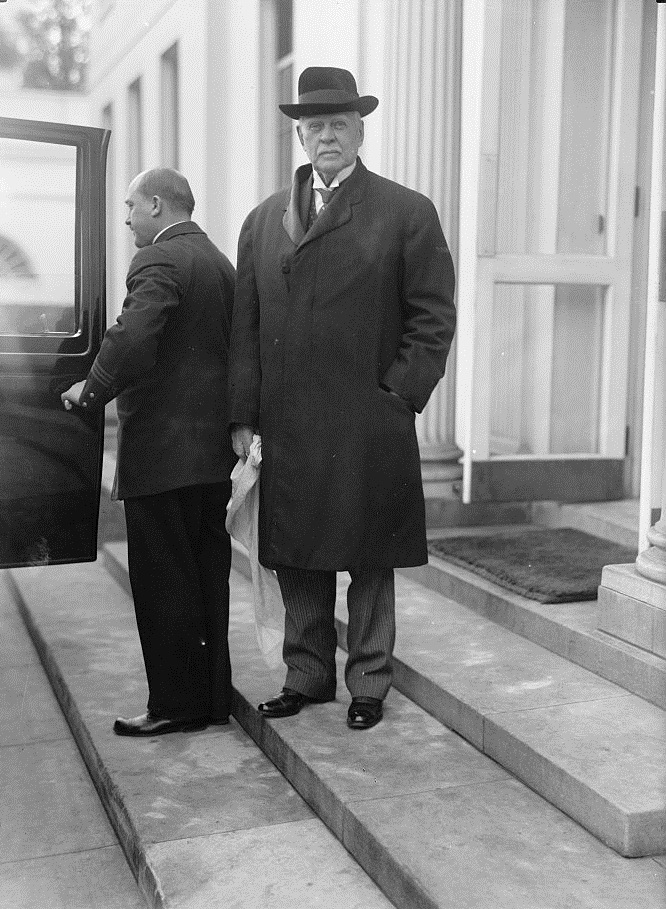
Isaac R. Sherwood

Isaac Ruth Sherwood (* 13. August 1835 in Stanford, Dutchess County, New York; † 15. Oktober 1925 in Toledo, Ohio) war ein US-amerikanischer Politiker. Zwischen 1873 und 1925 vertrat er mehrfach den Bundesstaat Ohio im US-Repräsentantenhaus.

## Werdegang
Isaac Sherwood besuchte die öffentlichen Schulen seiner Heimat. Anschließend absolvierte er hintereinander das Hudson River Institute in Claverack, das Antioch College in Yellow Springs (Ohio) und das Ohio Law College in Poland. 1857 gab er die in Bryan erscheinende Zeitung Williams County Gazette heraus. Im Jahr 1860 wurde er Nachlassrichter im Williams County. Während des Bürgerkrieges diente Sherwood im Heer der Union, in dem er bis zum Oberstleutnant bzw. zum Brevet-Brigadegeneral aufstieg. Nach dem Krieg ließ er sich in Toledo nieder, wo er die Zeitung Toledo Daily Commercial herausgab. Außerdem verfasste er politische Leitartikel für den Cleveland Leader. Politisch war er damals Mitglied der Republikanischen Partei. Zwischen 1868 und 1870 amtierte er als Secretary of State von Ohio. Im Jahr 1869 gründete er die staatliche Regierungsstelle für Statistiken (Bureau of Statistics of the State of Ohio).
Bei den Kongresswahlen des Jahres 1872 wurde Sherwood im sechsten Wahlbezirk von Ohio in das US-Repräsentantenhaus in Washington, D.C. gewählt, wo er am 4. März 1873 die Nachfolge von John Armstrong Smith antrat. Da er im Jahr 1874 auf eine weitere Kandidatur verzichtete, konnte er bis zum 3. März 1875 zunächst nur eine Legislaturperiode im Kongress absolvieren. Zwischen 1875 und 1884 war Sherwood Eigentümer und Herausgeber der Zeitung Toledo Journal. In den Jahren 1878 und 1881 wurde er zum Nachlassrichter im Lucas County gewählt. Von 1885 bis 1895 gab er die Zeitung Canton News-Democrat heraus. Politisch wechselte er in den 1870er Jahren zunächst zur Greenback Party und dann zu den Demokraten.
Bei den Wahlen des Jahres 1906 wurde Sherwood im neunten Distrikt seines Staates als Nachfolger von James H. Southard in den Kongress gewählt, wo er nach sechs Wiederwahlen bis zum 3. März 1921 sieben Legislaturperioden absolvieren konnte. In diese Zeit fiel der Erste Weltkrieg. Sherwood war gegen den amerikanischen Eintritt in diesen Krieg und stimmte auch gegen die Wehrpflicht. Zwischen 1911 und 1919 war er Vorsitzender des Committee on Invalid Pensions. Während seiner Zeit als Kongressabgeordneter wurden der 16., der 17., der  18. und der 19. Verfassungszusatz ratifiziert. Im Jahr 1920 wurde Sherwood nicht wiedergewählt.
Bei den Wahlen des Jahres 1922 wurde Isaac Sherwood zum letzten Mal in den Kongress gewählt, wo er am 4. März 1923 William W. Chalmers ablöste, der zwei Jahre zuvor sein Nachfolger geworden war. 1924 kandidierte er trotz seines inzwischen hohen Alters von 89 Jahren erneut für den Kongress. Dabei unterlag er seinem Vorgänger Chalmers. Nach dem Ende seiner Zeit im US-Repräsentantenhaus zog sich Sherwood aus der Öffentlichkeit zurück. Er starb am 15. Oktober 1925 in Toledo im Alter von 90 Jahren.